# مايكل غوليان
مايكل جورج (بالإنجليزية: Michael George)‏ (من مواليد 4 سبتمبر 1968 في ينثروب، ماساتشوستس، الولايات المتحدة) وهو بطل أمريكا الوطني في مجال الإستعراض الجوي كما شارك في بطولة سباق ريد بول الجوي العالمي.

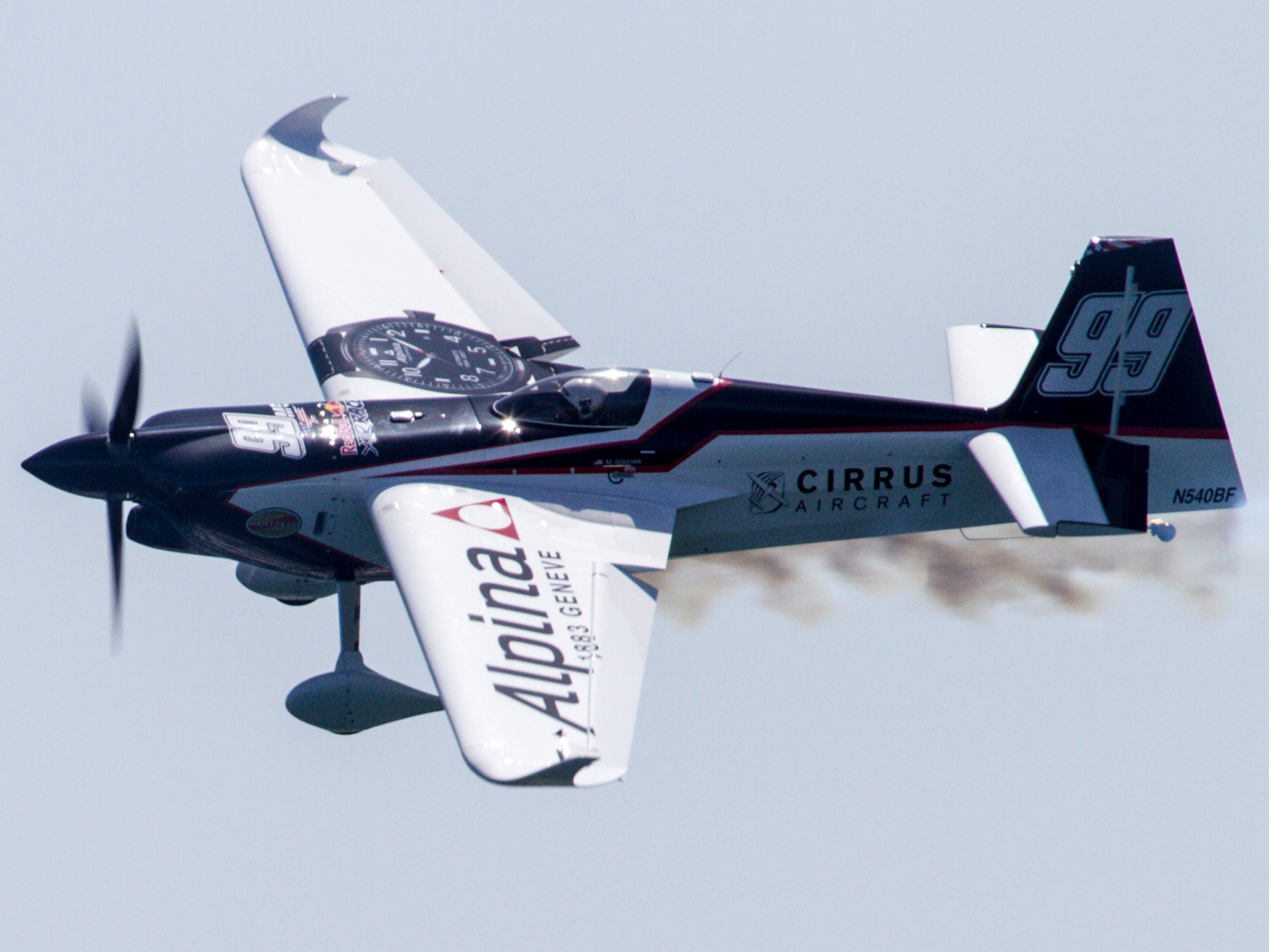
مايكل غوليان في بطولة سباق ريد بول الجوي العالمي لعام 2017.

## حياته
وُلد لعائلة مؤسسة لشركة طيران وهي واحدة من أكبر مدارس الطيران في شمال شرق الولايات المتحدة في عام 1964. وكان والد مايكل ميرون جوليان (المعروف أيضًا باسم «مايك») أحد الفاحصين في إدارة الطيران الفيدرالية. تعلم مايكل الطيران قبل أن يتمكن حتى من قيادة السيارة.
بدأ تدريبه الجوي في عام 1985 خلال دراسته التجريبية. ثم أنشأ مدرسة للإستعراض الجوي بينما كسب عيشه كطيار في شركة طيران، شقّ جوليان طريقه في مجال منافسة الإستعراضات الهوائية، وأصبح بطلًا وطنيًا أمريكيًا في الفئة المتقدمة في سن 22، مما جعله أصغر طيار يفوز على الإطلاق بتلك المنافسة. وفي عام 1992، كان أفضل طيار رائد في الولايات المتحدة الأمريكية وحائز على الميدالية الفضية في «الفئة الغير محدودة»، وهو إنجاز كرره في عام 1993. وفي عام 1995، أصبح بطل أمريكا القومي في الفئة غير محدودة. كان عضوًا في فريق الأكروبات الأمريكي في الأعوام 1994 و 1996 و 1998.
في عام 2006، حصل جوليان على جائزة «نصب شول التذكاري» المرموقة لعرضه الجوي من قبل المجلس الدولي للطيران (ICAS).
مايكل غوليان هو مؤلف مشارك لمجموعة من الكتب التي تحمل اسم «الإستعراض الجوي المتقدم»، والتي نشرتها ماكجرو هيل والتي أصبحت المعيار الصناعي لأدلة التدريب على الطيران البهلواني.
وهو أيضاً مؤسس مشارك لشركة "Linear Air"، وهي شركة تقدم خدمة التاكسي الجوي باستخدام طائرات Eclipse 500 النفاثة الخفيفة جداً وطائرة سيروس إس آر22 ذات محرك المكبس في الولايات المتحدة.
يستخدم مايكل غوليان طائرة SR22 في سفره سواء للعمل أو للسفر الشخصي.
تزوج من كارين جوليان منذ عام 2000 ولديهم ابنة تدعى إميلي ولدت في عام 2006.
من هواياته: التزلج ولعب هوكي الجليد والغولف.

## نتائج السباق

### بطولة ريد بول الجوية العالمية

#### 2004-2010
| مايكل غوليان في بطولة ريد بول الجوية العالمية | مايكل غوليان في بطولة ريد بول الجوية العالمية | مايكل غوليان في بطولة ريد بول الجوية العالمية | مايكل غوليان في بطولة ريد بول الجوية العالمية | مايكل غوليان في بطولة ريد بول الجوية العالمية | مايكل غوليان في بطولة ريد بول الجوية العالمية | مايكل غوليان في بطولة ريد بول الجوية العالمية | مايكل غوليان في بطولة ريد بول الجوية العالمية | مايكل غوليان في بطولة ريد بول الجوية العالمية | مايكل غوليان في بطولة ريد بول الجوية العالمية | مايكل غوليان في بطولة ريد بول الجوية العالمية | مايكل غوليان في بطولة ريد بول الجوية العالمية | مايكل غوليان في بطولة ريد بول الجوية العالمية | مايكل غوليان في بطولة ريد بول الجوية العالمية | مايكل غوليان في بطولة ريد بول الجوية العالمية | مايكل غوليان في بطولة ريد بول الجوية العالمية |
| السنة                                         | 1                                             | 2                                             | 3                                             | 4                                             | 5                                             | 6                                             | 7                                             | 8                                             | 9                                             | 10                                            | 11                                            | 12                                            | النقاط                                        | الفوز                                         | الترتيب                                       |
| --------------------------------------------- | --------------------------------------------- | --------------------------------------------- | --------------------------------------------- | --------------------------------------------- | --------------------------------------------- | --------------------------------------------- | --------------------------------------------- | --------------------------------------------- | --------------------------------------------- | --------------------------------------------- | --------------------------------------------- | --------------------------------------------- | --------------------------------------------- | --------------------------------------------- | --------------------------------------------- |
| 2004 ‏                                         | المملكة المتحدة                               | المجر                                         | المركز الرابع                                 |                                               |                                               |                                               |                                               |                                               |                                               |                                               |                                               |                                               | 3                                             | 0                                             | المركز السادس                                 |
| 2006 ‏                                         | المركز السادس                                 | المركز التاسع                                 | المركز الخامس                                 | روسيا                                         | تركيا                                         | المركز الرابع                                 | المركز الخامس                                 | المركز الخامس                                 | المركز السادس                                 |                                               |                                               |                                               | 11                                            | 0                                             | المركز الخامس                                 |
| 2007 ‏                                         | المركز السابع                                 | البرازيل                                      | المركز الحادي عشر                             | المركز السابع                                 | إسبانيا                                       | المركز السادس                                 | المملكة المتحدة                               | المركز التاسع                                 | المركز التاسع                                 | المركز التاسع                                 | المكسيك                                       | المركز الثاني                                 | 6                                             | 0                                             | المركز الثامن                                 |
| 2008 ‏                                         | المركز الحادي عشر                             | المركز الخامس                                 | المركز الثامن                                 | السويد                                        | المركز السابع                                 | المركز الحادي عشر                             | المركز الثامن                                 | المركز السادس                                 | إسبانيا                                       | المركز العاشر                                 |                                               |                                               | 16                                            | 0                                             | المركز الثامن                                 |
| 2009 ‏                                         | 1المركز الرابع                                | 1المركز الرابع                                | المركز السادس                                 | المركز الأول                                  | المركز التاسع                                 | المركز الحادي عشر                             |                                               |                                               |                                               |                                               |                                               |                                               | 22                                            | 1                                             | المركز العاشر                                 |
| 2010 ‏                                         | المركز الرابع                                 | المركز الحادي عشر                             | المركز الثامن                                 | المركز السادس                                 | المركز السابع                                 | المركز الثالث عشر                             | المجر                                         | البرتغال                                      |                                               |                                               |                                               |                                               | 24                                            | 0                                             | المركز التاسع                                 |
|                                               |                                               |                                               |                                               |                                               |                                               |                                               |                                               |                                               |                                               |                                               |                                               |                                               |                                               |                                               |                                               |

| السنة | 1                        | 2                 | 3                 | 4                 | 5                 | 6                 | 7                | 8                | النقاط | Wins | Rank              |
| ----- | ------------------------ | ----------------- | ----------------- | ----------------- | ----------------- | ----------------- | ---------------- | ---------------- | ------ | ---- | ----------------- |
| 2014 ‏ | الإمارات العربية المتحدة | المركز الثاني عشر | المركز الثاني عشر | المركز التاسع     | المركز الثاني عشر | المركز الحادي عشر | المركز العاشر    | المركز السادس    | 3      | 0    | المركز الثاني عشر |
| 2015 ‏ | المركز الثاني عشر        | المركز السادس     | المركز الرابع     | المركز الحادي عشر | المركز التاسع     | المركز السابع     | المركز التاسع    | المركز السادس    | 3      | 0    | المركز العاشر     |
| 2016 ‏ | المركز الخامس            | المركز العاشر     | المركز الثالث عشر | المركز العاشر     | المركز الرابع     | المركز السادس     | المركز العاشر    | الولايات المتحدة | 19.75  | 0    | المركز العاشر     |
| 2017 ‏ | المركز السادس            | المركز الثامن     | المركز الخامس     | المركز الثاني عشر | المركز الثالث     | المركز العاشر     | 1المركز الرابع   | المركز السابع    | 28     | 0    | المركز التاسع     |
| 2018 ‏ | المركز الأول             | فرنسا             | اليابان           | المجر             |                   | روسيا             | الولايات المتحدة |                  | 15*    | 1*   | المركز الأول*     |

## وصلات خارجية
- Goulian Aerosports